# Aubrieta
Aubrieta es un género de plantas fanerógamas de la familia Brassicaceae.  Es nativa del sur de Europa y este-centro de Asia pero ahora es común en todos los jardines de Europa.  Comprende 34 especies descritas y de estas, solo 17 aceptadas.

## Descripción
Es una planta baja, fuerte y perenne con pequeñas flores violetas, rosas o blancas que crecen en bancales y roquedales, Prefieren suelos soleados y bien drenados, son tolerantes de un amplio pH.

## Taxonomía
El género fue descrito por Michel Adanson  y publicado en Familles des Plantes 2: 420. 1763[1763].
Etimología
El género fue nombrado en honor de Claude Aubriet, un pintor de flores francés.

## Especies
- Aubrieta anamasica[3]
- Aubrieta alba[3]
- Aubrieta canescens[3]
- Aubrieta canescens subsps. cilicica[3]
- Aubrieta columnae[3]
- Aubrieta columnae subsps. croatica[3]
- Aubrieta columnae subsps. pirinaca[3]
- Aubrieta deltoidea[3]
- Aubrieta erubescens[3]
- Aubrieta edentula[3]
- Aubrieta glabrescens[3]
- Aubrieta gracilis[3]
- Aubrieta x hybrida[3]
- Aubrieta libanotica[3]
- Aubrieta olympica[3]
- Aubrieta parviflora[3]
- Aubrieta pinardii[3]
- Aubrieta scardica[3]
- Aubrieta scyria[3]
- Aubrieta thessala[3]
- Aubrieta vulcanica[3]